# 神戸市歌
「神戸市歌」（こうべしか）は日本の政令指定都市の1市で、兵庫県の県庁所在地である神戸市の市歌。これまでに神戸市歌として制定された楽曲は3曲存在する。
1. 1938年（昭和13年）10月7日制定。作詞・武藤重勝、補作・北原白秋、作曲・橋本國彦。
2. 1951年（昭和26年）10月21日制定。作詞・木村靖弘（神戸市補訂）、作曲・信時潔。
3. 2021年（令和3年）1月17日制定。作詞/作曲・臼井真。「しあわせ運べるように」を参照。

現在の市歌は2.と3.である。本項では表題を「神戸市歌」とする1.と2.の他、1921年（大正10年）に非公式の市歌として作成・発表された「神戸市の歌」についても解説する。

## 神戸市歌（1951年制定）
太平洋戦争の終結から6年が経過し、世情が安定を見始めたことから1938年（昭和13年）制定の市歌を廃止して2代目の新市歌を制定することになり、歌詞の公募が実施された。原口忠次郎（神戸市長）、富田砕花（詩人）、竹中郁（同）、仲郷三郎（作家）ら10名で構成される審査委員会が応募総数1019編を審査した結果、東京都在住の木村靖弘が入選者となった。木村は同年2月に文京区が実施した「文京区歌」の公募で一旦は入選するも前年に制定された「山梨県の歌」の盗作であるとして賞を剥奪された経緯があり、結果的に「神戸市歌」の入選により汚名を返上する形となっている。作曲は1947年（昭和22年）に制定された「兵庫県民歌」と同じく東京音楽学校講師の信時潔が手掛けた。
制定に伴い西宮市にあったタイヘイレコードが藤島桓夫と藤浦千恵子の歌唱でSP盤を作成したが、現在はこの創唱版でなく神戸市混声合唱団の歌唱による新録版が主に使用されている。神戸市営地下鉄では市民の認知度向上のため、2012年（平成24年）より西神・山手線の三宮駅および海岸線全駅で時報として市歌を演奏している。しかし知名度は2020年の神戸市ネットモニター制度によるアンケートで認知度はわずか6.9%、実際に歌えるのは3%に満たないという結果であった。
現行の2代目神戸市歌の旋律は、2015年（平成27年）12月31日に著作権の保護期間を満了している。
2021年（令和3年）1月17日には、1995年（平成7年）の阪神・淡路大震災を受けて同年秋に作成され追悼行事で歌い継がれて来た「しあわせ運べるように」が新たに「第二市歌」の指定を受け、複数の市歌が並立することになった。

## 過去の神戸市歌
現在の市歌制定以前に非公式の楽曲を含め以下の2曲が存在した。

### 神戸市の歌（非公式）
1921年（大正10年）に神戸市音楽同好会が市の依頼を受けて作詞・作曲した。歌詞・旋律とも著作権の保護期間を満了し、パブリックドメインとなっている。制定の告示がないため正式な市歌としては扱われなかったが、後述の初代市歌が制定されるまでは「事実上の市歌」として演奏されていた。1935年（昭和10年）にJOBK（現在のNHK大阪放送局）が放送した「青年の音楽」のテキストでは京都市歌（3代目）および大阪市歌（現行）と共にこの「神戸市の歌」が掲載されている。

### 神戸市歌（1938年制定）
初代の神戸市歌は1938年（昭和13年）に市制50周年記念事業の一環として北原白秋を審査委員長に迎え、歌詞の公募を実施した。一等入選となったのは東京市在住の詩人で、戦後に立教大学図書館の副館長を務めた武藤重勝である。作曲は依頼により東京音楽学校教授の橋本國彦が行い、10月7日に神戸市民運動場野球場で初演奏が行われた。旋律は著作権の保護期間を満了している。
ビクターレコード（現在のJVCケンウッド・ビクターエンタテインメント）が作成したレコードのB面には、募集期間中の7月に発生した阪神大水害を受けて北原白秋が作詞、中山晋平が作曲した愛市歌「大神戸復興歌」が収録されている。